# سن الدیفونسو پوئبلو (نیومکزیکو)
سن الدیفونسو پوئبلو (به انگلیسی: San Ildefonso Pueblo) یک منطقهٔ مسکونی در ایالات متحده آمریکا است که در شهرستان سنتافه، نیومکزیکو واقع شده‌است. سن الدیفونسو پوئبلو ۱۰٫۸ کیلومتر مربع مساحت و ۴۵۸ نفر جمعیت دارد و ۱٬۶۹۱ متر بالاتر از سطح دریا واقع شده‌است.